# Benjamin Keleketu
Benjamin Keleketu (* 6. Februar 1965) ist ein ehemaliger botswanischer Marathonläufer.

## Sport
Keleketu nahm an den Olympischen Sommerspielen 1992 in Barcelona und 1996 in Atlanta teil. Beim Marathon 1992 kam er auf Platz 83, 1996 konnte er den Lauf nicht beenden.